# Ligne de tramway 22A
La ligne 22A est une ancienne ligne de tramway vicinal de la Société nationale des chemins de fer vicinaux (SNCV) qui reliait Quiévrain à Roisin entre 1890 et 1954.

## Histoire
Par arrêté royal du 15 septembre 1889, la société des Chemins de fer économiques du Nord (CEN) qui exploite le tramway de Valenciennes se voit confier pour le compte de la SNCV l'entretien et l'exploitation de la ligne ainsi que le court tronçon de Quiévrain à la frontière française qu'elle va exploiter comme un prolongement de sa ligne de Valenciennes à Quiévrechain.
La ligne est inaugurée le 27 septembre 1890. Elle est mise en service en traction vapeur le 10 novembre 1890 entre la gare de Quiévrain et la station vicinale de Roisin (nouvelle section Quiévrain Rue de Valenciennes - Roisin Station rattachée au capital 35, la section Quiévrain Gare - Rue de Valenciennes également rattachée au capital 35 est déjà exploitée depuis le 15 mars 1890 par la ligne Valenciennes - Quiévrain du tramway de Valenciennes). L'exploitation est assurée par les CEN.
En 1911, l'exploitation est reprise par la société des Tramways urbains et vicinaux (TUV).
Pendant la Première Guerre mondiale, le trafic est interrompu en 1915 et ne va reprendre qu'en décembre 1919, l'exploitation est à cette date reprise en mains propres par la SNCV,.
Le 30 décembre 1948 la ligne est intégrée au Groupe de Mons-Borinage.
La ligne est supprimée le 23 mai 1954, ses voies restent cependant utilisées pour le trafic fret qui se termine le 11 mars 1955 entrainant la fermeture à tout-trafic des sections Quiévrain Gare - Quiévrain Rue de Valenciennes et Baisieux Station - Roisin Station (capital 35).

## Infrastructure

### Dépôts et stations
Nom : (gare) : quand le dépôt ou la station est accolé ou proche d'une gare.
Type : D : dépôt , S : station , Sf : si la station sert de gare douanière à la frontière , Sp : si la station est établie dans un bâtiment privé le plus souvent un café ou plus rarement une habitation privée.
| Illustration | Nom              | Type | Commune   | Localisation                | État                             | Remarques |
| ------------ | ---------------- | ---- | --------- | --------------------------- | -------------------------------- | --------- |
|              | Quiévrain (gare) | D    | Quiévrain | 50° 24′ 36″ N, 3° 41′ 16″ E | Hors service, en partie détruit. |           |
|              | Roisin           | DS   | Roisin    | 50° 19′ 48″ N, 3° 41′ 13″ E | En service TEC.                  |           |

## Exploitation

### Horaires
Tableaux : 412 (1931).